# Дејана Бабовић
Дејана Бабовић (Земун, 4. јун 1975) је српска ТВ водитељка, уредница и новинарка. Тренутно је запослена као менаџерка компаније New Media Team.

## Биографија
Дипломирала на Факултету политичких наука 1999. године на одсеку за новинарство и комуникологију. Велико признање за рад добила је и од Националног комитета ICOM 2004. године на Светском дан музеја. Каријеру је почелa у дневним новинама Грађанин, а затим прешла на ТВ Политика као новинар у редакцији културе. Била је аутор и водитељ културног магазина Мозаик, а затим и водитељ колажних емисија Гала. Поред телевизије, била је и предавач на УМС школи за новинарство. Од 2006. године је родила дечаке, Матеју и Филипа.

## Емисије
| Година     | Емисија         | Канал       |
| ---------- | --------------- | ----------- |
| 20??       | Мозаик          | ТВ Политика |
| 20??       | Гала            | ТВ Политика |
| 2006—2007. | Изванредни      | ТВ Авала    |
| 2009—2010. | Јутро           | ТВ Авала    |
| 2010—2012. | Отворени студио | ТВ Авала    |

## Остало
- Отварање телевизије Авала (2006)[8]